# Eptesicus andinus
Eptesicus andinus és una espècie de ratpenat de la família dels vespertiliònids. Viu a altituds d'entre 100 i 3.300 msnm a Colòmbia, l'Equador, el Perú i Veneçuela. Es tracta d'un animal insectívor. És una espècie en risc mínim, és a dir, no sembla que hi hagi cap amenaça significativa per a la seva supervivència. El seu nom específic, andinus, significa ‘andí’ en llatí.